# Hovedspring
Et hovedspring er et udspring man gør fra en kant ned i noget vand. Hovedspring springes med armene strakt over hovedet og hænderne samlet i en spids, så man rammer vandet med fingerspidserne først. Det tilstræbes at man strækker benene under hovedspringet.
Ved svømmestævner skal svømmearterne butterfly, brystsvømning, fri svømning og medley startes med et spring, som oftest er et hovedspring. I denne sammenhæng kaldes hovedspringet for et startspring. Et startspring er et specialiseret hovedspring, hvor svømmeren udover at springe på hovedet også springer fremad.
Indenfor udspring skal springet været højt, med en klart markeret vending, og nedslaget skal være lodret i vandet. Springet betegnes 101 og kan gennemføres som strakt (101A), hoftebøjet (101B) eller sammenbøjet (101C).
Hovedspring kan være farlige, hvis de springes forkert eller på for lavt vand. Det skal derfor understreges, at der skal tages særlige forholdsregler inden man begynder sit hovedspring.